# Eparchia murmańska
Eparchia murmańska – jedna z eparchii Rosyjskiego Kościoła Prawosławnego, z siedzibą w Murmańsku. Jej obecnym ordynariuszem jest biskup murmański i monczegorski Mitrofan (Badanin), zaś funkcję katedry pełni sobór św. Mikołaja w Murmańsku.
Eparchia została erygowana w 1995 poprzez wydzielenie z eparchii archangielskiej. W 2011 składała się z siedmiu dekanatów, w ramach których działalność duszpasterską prowadziły 54 parafie obsługiwane przez 58 kapłanów. Podlegały jej również dwa monastery: męski monaster Świętej Trójcy i św. Tryfona Pieczenskiego (od 2013 w eparchii siewieromorskiej) oraz żeński Chibinogorski Monaster Kazańskiej Ikony Matki Bożej.
Pod zarządem eparchii pozostaje też parafia św. Tryfona Pieczenskiego w Kirkenes w Norwegii.

## Biskupi murmańscy
- Szymon (Gietia), 1995–2019[4]
- Mitrofan (Badanin), od 2019[5]